# Anton Walkes
Anton Charles Walkes (Londres, 8 de fevereiro de 1997 — Miami, 19 de janeiro de 2023) foi um futebolista profissional inglês que atuava como zagueiro e meio-campista, jogou pela última vez pelo Charlotte Football Club de 2022 até sua morte em janeiro de 2023.
Iniciou sua carreira no clube da Premier League, Tottenham Hotspur, fazendo uma aparição pelo clube na Copa da Liga . Em 2017, foi emprestado ao Atlanta United. Em agosto, seu empréstimo se estendeu até o final da temporada de 2017. Walkes foi então emprestado ao Portsmouth, clube da League One, jogando o restante da temporada 2017-18 antes de ser contratado pelo Portsmouth permanentemente em julho de 2018. Ele passou mais duas temporadas no Portsmouth, vencendo o Troféu EFL em 2019, antes de retornar ao Atlanta United em janeiro de 2020. Ele foi contratado pelo Charlotte FC em 2022, onde permaneceu até sua morte um ano depois.

## Carreira

### Tottenham Hotspur
Walkes iniciou sua carreira no Tottenham Hotspur, ingressando no clube em julho de 2013.
Ele fez sua estreia na equipe em 21 de setembro de 2016 na EFL Cup contra o Gillingham, entrando como substituto aos 80 minutos em uma vitória por 5–0. Walkes apareceu três vezes como capitão na fase de grupos da UEFA Youth League, incluindo duas vezes contra o Bayer Leverkusen.
Em 27 de setembro de 2017, depois de um ano, assinou uma prorrogação de contrato de dois anos com o clube, mantendo-o até 2019. Após seu período de empréstimo no Atlanta United, Walkes voltou brevemente ao time reserva antes de ser emprestado novamente.

#### Atlanta United (empréstimo)

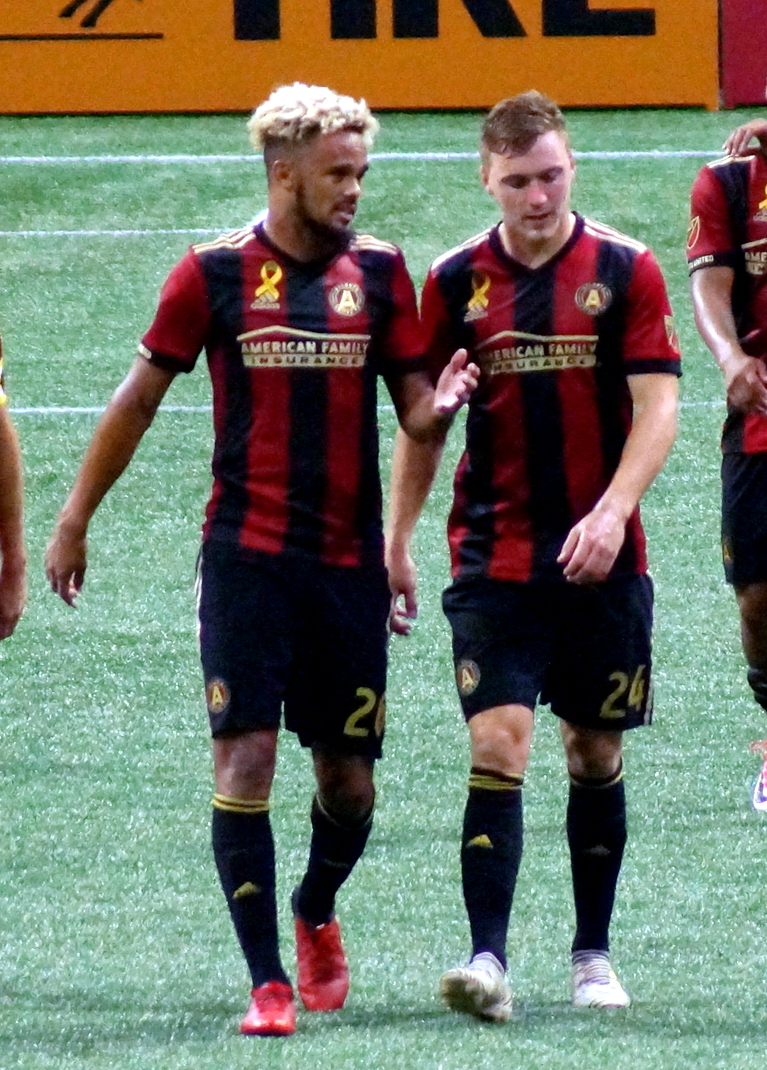
Anton durante a temporada inaugural do Atlanta United.

Em 26 de janeiro de 2017, Walkes ingressou no Atlanta United, clube da Major League Soccer, antes da temporada inaugural do clube. Walkes fez sua estreia no Atlanta United, no jogo de abertura da temporada, entrando como substituto tardio, mas marcou um gol contra logo depois, na derrota por 2–1 contra o New York Red Bulls. Apesar de suas próprias preocupações com lesões e inicialmente começando no banco de reservas, Walkes rapidamente recuperou sua primeira vaga na equipe, estabelecendo-se na posição de lateral-direito. Ele então marcou seu primeiro gol pelo clube em 5 de julho de 2017, em uma vitória por 4–2 sobre o San Jose Earthquakes.
Em 1º de agosto de 2017, seu período de empréstimo no Atlanta United foi prorrogado até o final da temporada. Ele continuou a recuperar seu lugar pelo resto da temporada. Walkes então marcou seu segundo gol pelo clube em 14 de setembro de 2017, em uma vitória por 7–0 sobre o New England Revolution.
No final da temporada de 2017, Walkes fez 20 partidas e marcou 2 vezes em todas as competições e voltou ao clube matriz. Refletindo sobre seu tempo no Atlanta United, ele disse que seu período de empréstimo ajudou a avançar para o futebol titular.

### Portsmouth
Walkes foi emprestado ao Portsmouth, clube da EFL League One, em 29 de janeiro de 2018. Ele marcou em sua estreia, em um empate 2–2 contra o Doncaster Rovers em 3 de fevereiro. Desde a estreia pelo clube, firmou-se entre os onze titulares na posição de lateral-direito. Isso durou até o início de abril, quando ele sofreu uma lesão no tendão da coxa que o fez perder o resto da temporada. Ele fez 12 partidas em seu empréstimo e marcou uma vez, depois voltou ao clube matriz.
Em 18 de julho de 2018, o Portsmouth anunciou que havia assinado Walkes em um contrato de dois anos com opção de um terceiro ano por uma taxa não revelada. Ele fez parte do time que venceu a final do Troféu EFL 2019 em 31 de março, substituindo Ben Close nos últimos sete minutos antes de uma vitória na disputa de pênaltis sobre o Sunderland.

### Atlanta United
Em 9 de janeiro de 2020, Walkes voltou ao clube Atlanta United da Major League Soccer, três temporadas após seu empréstimo ao clube. Ele fez sua estreia no clube em 18 de fevereiro na Liga dos Campeões da CONCACAF contra o Motagua, começando no empate de 1–1.

### Charlotte FC
Em 14 de dezembro de 2021, Walkes foi selecionado pelo Charlotte FC no Draft de Expansão 2021 da MLS. Ele fez 23 partidas pelo clube, começando em 21 partidas, na temporada inaugural do clube.

## Vida pessoal
Nascido em Londres, Walkes era descendente de jamaicanos.
Em novembro de 2018, Walkes se confessou culpado de dirigir sem habilitação, sendo multado e condenado a 120 horas de serviço comunitário.

## Morte
Em 18 de janeiro de 2023, Walkes estava em Miami, onde o Charlotte FC realizava um acampamento de treinamento de doze dias. Por volta das 15h Hora do Leste, ele foi ferido em uma colisão de dois barcos perto do Miami Marine Stadium. Ele foi levado ao hospital, onde morreu devido aos ferimentos na manhã seguinte, aos 25 anos.

## Honras
Portsmouth
- Troféu EFL: 2018–19[23]